# Ypthima pandocus
Ypthima pandocus är en fjärilsart som beskrevs av Moore 1878. Ypthima pandocus ingår i släktet Ypthima och familjen praktfjärilar. Inga underarter finns listade i Catalogue of Life.